# Suomen huippumalli haussa (mùa 4)
Mùa thứ tư của Suomen huippumalli haussa được công chiếu vào ngày 12 tháng 9 năm 2011 trên kênh Nelonen. Tập cuối được phát sóng vào ngày 28 tháng 11 năm 2011.
Địa điểm quốc tế cho mùa này là Luân Đôn cho top 8 và Lisbon cho top 5.
Người chiến thắng của mùa này là Anna-Sofia Ali-Sisto, 20 tuổi từ Oulu. Cô nhận được:
- 1 hợp đồng người mẫu với Paparazzi Model Management
- 6 trang biên tập cho tạp chí Trendi
- Trở thành người phát ngôn cho Max Factor
- 1 chuyến đi casting ở New York dươc tài trợ bởi Tjäreborg

## Các thí sinh
(Tuổi tính từ ngày dự thi)
| Thí sinh             | Tuổi | Chiều cao               | Quê quán     | Bị loại ở | Hạng |
| -------------------- | ---- | ----------------------- | ------------ | --------- | ---- |
| Hilda Nissinen       | 18   | 1,77 m (5 ft 9+1⁄2 in)  | Kerava       | Tập 2     | 12   |
| Roosa Puonti         | 18   | 1,69 m (5 ft 6+1⁄2 in)  | Kotka        | Tập 3     | 11   |
| Sahra Mohamud        | 23   | 1,72 m (5 ft 7+1⁄2 in)  | Espoo        | Tập 4     | 10–9 |
| Janni Puuppo         | 20   | 1,80 m (5 ft 11 in)     | Tampere      | Tập 4     | 10–9 |
| Veronica Kontio      | 24   | 1,80 m (5 ft 11 in)     | Helsinki     | Tập 5     | 8    |
| Mari Viitanen        | 18   | 1,72 m (5 ft 7+1⁄2 in)  | Tampere      | Tập 6     | 7    |
| Nelli Junttila       | 20   | 1,70 m (5 ft 7 in)      | Helsinki     | Tập 7     | 6    |
| Elsi Pulkkinen       | 19   | 1,74 m (5 ft 8+1⁄2 in)  | Oulu         | Tập 8     | 5    |
| Eevi Nieminen        | 18   | 1,82 m (5 ft 11+1⁄2 in) | Siuntio      | Tập 9     | 4    |
| Minna Puro           | 20   | 1,72 m (5 ft 7+1⁄2 in)  | Helsinki     | Tập 11    | 3    |
| Helen Preis          | 20   | 1,76 m (5 ft 9+1⁄2 in)  | Lappeenranta | Tập 12    | 2    |
| Anna-Sofia Ali-Sisto | 20   | 1,76 m (5 ft 9+1⁄2 in)  | Oulu         | Tập 12    | 1    |

## Các tập

### Tập 1
Khởi chiếu: 12 tháng 9 năm 2011
Từ hàng trăm cô gái tham gia vòng sơ tuyển, 33 thí sinh bán kết đã được chọn và họ đã được cố vấn stylish Teri Niitti và cố vấn trang điểm Karoliina Kangas. Sau đó, các cô gái đã phải đi catwalk và đã có buổi phỏng vấn trước mặt ban giám khảo và Jari Leskinena từ Paprazzi Model Management. Kết quả là chỉ có 16 cô gái vượt qua được thử thách và họ sau đó đã có buổi chụp hình đầu tiên là ảnh chân dung tự nhiên. Vào buổi đánh giá đầu tiên, 12 cô gái đã được chọn và sẽ bước vào cuộc thi.
- Nhiếp ảnh gia: Sakari Majantie
- Khách mời đặc biệt: Jari Leskinena

### Tập 2
Khởi chiếu: 19 tháng 9 năm 2011
12 cô gái đã được di chuyển vào ngôi nhà chung. Ngày hôm sau, họ được gặp đạo diễn Lauri Nurkse cho một buổi quay quảng cáo giới thiệu cho mùa giải mới của chương trình cùng với Anne & Saimi, Helen & Roosa là 2 người làm tốt nhất trong buổi quay video nên sẽ nhận được một buổi dã ngoại ngoài trời với nhiếp ảnh gia Nigel Barker và đồng thời nhận được một số lời khuyên tạo dáng từ anh.
Ngày hôm sau, họ đã có buổi chụp hình tiếp theo cho ảnh toàn thân khi bị loại. Vào buổi đánh giá ngày tiếp theo với sự xuất hiện giám khảo khách mời là Nigel Barker, Mari là người được gọi tên đầu tiên còn Hilda là thí sinh đầu tiên bị loại.
- Nhiếp ảnh gia: Nigel Barker
- Khách mời đặc biệt: Lauri Nurkse

### Tập 3
Khởi chiếu: 26 tháng 9 năm 2011
Anne đã đến gặp 11 cô gái còn lại tại ngôi nhà chung để nói về cách tập thể dục và ăn uống điều độ của một người mẫu. Sau đó, họ được đưa tới tiệm salon của Rami ja Henkka cho diện mạo mới của mình trước khi gặp Teri tại cửa hàng thời trang Vero Moda cho thử thách phối đồ trong 15 phút, Mari chiến thắng thử thách và cô chọn Minna để nhận giải thưởng là một buổi mua sắm tại Vero Moda.
Ngày hôm sau, họ đã có buổi chụp hình tiếp theo cho kem đánh răng Pepsodent, trong khi họ phải tạo dáng với người mẫu nam đang cầm ô cho họ. Vào buổi đánh giá ngày tiếp theo với sự xuất hiện giám khảo khách mời là Heli Mäenpää, Mari là người được gọi tên đầu tiên còn Roosa là thí sinh tiếp theo bị loại.
- Nhiếp ảnh gia: Juha Mustonen
- Khách mời đặc biệt: Rami ja Henkka, Tuija Åkerman, Heli Mäenpää

### Tập 4
Khởi chiếu: 3 tháng 10 năm 2011
10 cô gái còn lại được đưa tới công viên Esplanadi cho một buổi học catwalk với Saimi. Sau đó, họ đã có một buổi học nhảy samba với Kati Rosendahl trước khi có thử thách nhảy samba trước khán giả, Helen & Nelli chiến thắng thử thách và nhận được một buổi thư giãn spa tại ngôi nhà chung. Ngày hôm sau, họ được gặp Theon & Vivian Sin'amor từ nhóm nhạc Lovex tại Studio Zoomi Oy cho một buổi quay video âm nhạc cho Lovex, Watch Out!.
Ngày tiếp theo, họ được đưa tới hãng thu âm Virgin EMI cho buổi đánh giá tiếp theo của họ với sự xuất hiện giám khảo khách mời là Vivian Sin'amor, Anne thông báo rằng những ai vượt qua được buổi loại trừ này sẽ được bay đến Luân Đôn. Quay về ngôi nhà chung, các cô gái đã có một bữa tiệc với Theon McInsane & Vivian Sin'amor. Ngày hôm sau, họ được đưa tới sân bay để nhận kết quả của mình, Helen là người được gọi tên đầu tiên còn Janni & Sahra rơi vào cuối bảng, nhưng Anne sau đó thông báo rằng là cả 2 đều là thí sinh tiếp theo bị loại.
- Khách mời đặc biệt: Kati Rosendahl, Theon McInsane, Vivian Sin'amor, Mika Kurvinen

### Tập 5
Khởi chiếu: 10 tháng 10 năm 2011
8 cô gái còn lại được đưa tới Luân Đôn và được di chuyển tới khách sạn của mình. Ngày hôm sau, họ đã có một buổi casting tại quản lí người mẫu First Model Management và Anna-Sofia, Elsi, Helen & Minna thể hiện tốt nhất nên sẽ có một buổi casting tại studio chụp ảnh Zara Grey. Sau đó, họ đã có buổi casting khác cho Finsk và Eevi thể hiện tốt nhất nên sẽ được một đôi giày cao gót từ Finsk, trước khi các cô gái đã có một buổi dạo phố và được trò chuyện với người mẫu Rebecca Pearson. 
Ngày hôm sau, Anna-Sofia, Elsi, Helen & Minna đã có một buổi casting với Zara Grey trong khi 4 cô gái khác đã có một buổi dạo phố, trước khi tất cả quay về Helsinki. Ngày tiếp theo, họ đã có buổi chụp hình tiếp theo cho bộ sưu tập mùa thu của Vero Moda và Anna-Sofia & Eevi được chụp cùng nhau vì gây ấn tượng nhất với Anu. Vào buổi đánh giá ngày hôm sau với sự xuất hiện giám khảo khách mời là Mikko Harma, Eevi là người được gọi tên đầu tiên còn Veronica là thí sinh tiếp theo bị loại.
- Nhiếp ảnh gia: Mikko Harma
- Khách mời đặc biệt: Gareth Roberts, Maxine Tinkler, Julia Lundsten, Danell Bronkhorst, Rebecca Pearson, Sarah Kovar, Anu Makkonen

### Tập 6
Khởi chiếu: 17 tháng 10 năm 2011
7 cô gái còn lại được gặp 2 nhà leo núi từ Go Experience cho một buổi trải nghiệm leo xuống tòa nhà cao tầng. Sau đó, họ được gặp Saimi tại bảo tàng nghệ thuật Kalhama & Piippo Contemporary cho một buổi học catwalk trong đồ bó trước khi có một buổi casting cho nhà thiết kế Mert Otsamo. Kết quả là Anna-Sofia, Eevi & Helen được chọn và sẽ được xuất hiện trong buổi trình diễn thời trang của nhà thiết kế Mert Otsamo vào ngày hôm sau.
Ngày tiếp theo, họ được đưa tới một tàu cướp biển cho buổi chụp hình tiếp theo cho trang sức Kalevala, trong khi họ sẽ hóa thân thành những nhân vật liên quan tới cướp biển. Sau đó, Mari được nhận 1 chiếc dây chuyền từ Kalevala vì là người gây ấn tượng nhất với Nana. Vào buổi đánh giá ngày hôm sau với sự xuất hiện giám khảo khách mời là Sanna Jauhiainen, Anna-Sofia là người được gọi tên đầu tiên còn Mari là thí sinh tiếp theo bị loại.
- Nhiếp ảnh gia: Nana Simelius
- Khách mời đặc biệt: Mert Otsamo, Anna Nevala, Pirjo Varjoranta, Kaarina Kivilahti, Petra Nikkinen, Sanna Jauhiainen

### Tập 7
Khởi chiếu: 24 tháng 10 năm 2011
6 cô gái còn lại được gặp lại người thân của mình và đã có một bữa tối với họ. Ngày hôm sau, họ đã có một buổi học thể hiện cảm xúc với drag queen Niko La. sau đó, họ được gặp Karoliina tại cửa hàng Max Factor ở trung tâm mua sắm Stockmann cho thử thách trang điểm lẫn nhau trong 10 phút, Eevi & Minna chiến thắng thử thách và nhận được một bộ mỹ phẩm từ Max Factor.
Ngày tiếp theo, họ đã có buổi chụp hình chân dung cho mắt kính LensWay, trong khi họ sẽ phải thể hiện 2 cảm xúc trong tấm hình. Vào buổi đánh giá ngày hôm sau với sự xuất hiện giám khảo khách mời là Outi Broux, Elsi là người được gọi tên đầu tiên còn Nelli là thí sinh tiếp theo bị loại. Sau đó, Anne đã thông báo với các cô gái là họ sẽ được bay tới Lisbon.
- Nhiếp ảnh gia: Lauri Eriksson
- Khách mời đặc biệt: Niko La, Enni Hannula, Outi Broux

### Tập 8
Khởi chiếu: 31 tháng 10 năm 2011
5 cô gái còn lại đã có một buổi bikini wax trước khi được đưa tới Lisbon và họ sau đó được di chuyển vào biệt thự của họ tại khách sạn Onyria Marinha. Sau đó, Sakari đến gặp các cô gái và họ đã có một buổi học nhiếp ảnh bằng cách chụp hình lẫn nhau. Ngày hôm sau, họ đã có thử thách casting cho tạp chí Up, trong khi họ phải tạo dáng với 2 chiếc quạt và ván lượt sóng. Kết quả là Anna-Sofia chiến thắng thử thách và cô sẽ được xuất hiện trên trang bìa của tạp chí. Sau đó, họ đã có một buổi casting tại quản lí người mẫu L'Agence Models trước khi có một buổi tham quan thành phố.
Ngày tiếp theo, họ đã 2 buổi chụp hình tiếp theo cho Novita, đầu tiên là ảnh chân dung cho nón len và tiếp đó là buổi chụp hình trong áo tắm bằng len ở bãi biển. Vào buổi đánh giá ngày hôm sau, Helen là người được gọi tên đầu tiên còn Elsi là thí sinh tiếp theo bị loại.
- Nhiếp ảnh gia: Sakari Majantie
- Khách mời đặc biệt: Paulo Figueiredo, Vasco Colombo, Luis Graca

### Tập 9
Khởi chiếu: 7 tháng 11 năm 2011
4 cô gái còn lại đã có một buổi tham quan thành phố Lisbon trước khi có một buổi nói chuyện với Paulo Macedo & Paula Mateus từ tạp chí Vogue Portugal. Sau đó, họ đã gặp Anne & Teri tại bảo tàng thiết kế thời trang Mude để tìm hiểu thêm về lịch sử của ngành thời trang trước khi có thử thách trình diễn thời trang và tạo dáng trên đường phố trong trang phục của nhà thiết kế Linda Sipilä, kết quả là Eevi & Minna chiến thắng thử thách.
Ngày hôm sau, họ đã có buổi chụp hình tiếp theo cho công ty du lịch Tjäreborg, trong khi họ sẽ hóa thành cô gái sống tại những kinh đô thời trang của thế giới. Sau đó, họ đã có một bữa tối trong nhà hàng trước khi tất cả quay về Helsinki vào ngày mai. Vào buổi đánh giá với sự xuất hiện giám khảo khách mời là Leif Neuvonen, MInna là người được gọi tên đầu tiên còn Eevi là thí sinh tiếp theo bị loại.
- Nhiếp ảnh gia: Sakari Majantie
- Khách mời đặc biệt: Paulo Macedo, Paula Mateus, Leif Neuvonen

### Tập 10
Khởi chiếu: 14 tháng 11 năm 2011
Anne đã đến nói chuyện với 3 cô gái còn lại tại ngôi nhà chung trước khi họ có một buổi học hot yoga. Sau đó, Saimi đã có một buổi nói chuyện với họ về những điều cần thiết khi vào ngành người mẫu trước khi đến tiệm salon của Rami Luusua cho diện mạo mới thứ hai của họ và có một buổi thư giãn ở spa.
Quay về ngôi nhà chung, Anne đến gặp các cô gái một lần nữa và lần này từng người một sẽ có một buổi nói chuyện riêng với Anne để nghe lời khuyên trước khi bước vào những thử thách cuối cùng.
- Khách mời đặc biệt: Satu Tuomela, Rami Luusua

### Tập 11
Khởi chiếu: 21 tháng 11 năm 2011
3 cô gái còn lại đã có một buổi phỏng vấn với Laila Snellman, Jari Leskinen & Pirjo Varjoranta tại quản lí người mẫu Paparazzi Model Management trước khi có một buổi phỏng vấn trên kênh radio Aalto.
Sau đó, họ đã có buổi chụp hình tiếp theo cho tạp chí Trendi, họ phải tỏ ra biểu cảm trong khi tạo dáng cùng với một vài món đồ ngẫu nhiên. Vào buổi đánh giá ngày hôm sau với sự xuất hiện giám khảo khách mời là Annaleena Jalava, Helen là thí sinh vào chung kết đầu tiên, Anna-Sofia là thí sinh tiếp theo còn Minna là thí sinh cuối cùng bị loại.
- Nhiếp ảnh gia: Liisa Valonen
- Khách mời đặc biệt: Laila Snellman, Jari Leskinen, Pirjo Varjoranta, Jani Juntunen, Annaleena Jalava, Virpi Mikkonen

### Tập 12
Khởi chiếu: 28 tháng 11 năm 2011
Anna-Sofia & Helen đã có buổi chụp hình cuối cùng cho mỹ phẩm Max Factor, nhưng nhiếp ảnh gia Samuli muốn chụp 2 cô gái trong vẻ đẹp tự nhiên trước để biết được họ sẽ làm việc với những gì vì tấm hình của họ sẽ không được chỉnh sửa.
Ngày hôm sau, họ đã thu dọn hành lí và rời khỏi ngôi nhà chung để chuẩn bị cho buổi trình diễn thời trang cuối cùng cho Vero Moda cùng với các thí sinh bị loại trước đó qua màn biểu diễn của nhóm nhạc Lovex. Vào buổi đánh giá cuối cùng với sự xuất hiện giám khảo khách mời là Marie-Isabelle Ghedini & Laila Snellman, Anna-Sofia trở thành quán quân thứ tư của Suomen huippumalli haussa.
- Nhiếp ảnh gia: Samuli Karala
- Khách mời đặc biệt: Marie-Isabelle Ghedini, Theon McInsane, Vivian Sin'amor, Sammy Black, Christian, Julian Drain, Jason, Petra Nikkinen, Linda Sipilä, Kaarina Kivilahti, Anu Makkonen, Tom Wennerstrand, Mert Otsamo, Laila Snellman

## Thứ tự gọi tên
| Thứ tự | Tập        | Tập        | Tập        | Tập         | Tập        | Tập        | Tập        | Tập        | Tập        | Tập        | Tập        |
| Thứ tự | 1          | 2          | 3          | 4           | 5          | 6          | 7          | 8          | 9          | 11         | 12         |
| ------ | ---------- | ---------- | ---------- | ----------- | ---------- | ---------- | ---------- | ---------- | ---------- | ---------- | ---------- |
| 1      | Sahra      | Mari       | Mari       | Helen       | Eevi       | Anna-Sofia | Elsi       | Helen      | Minna      | Helen      | Anna-Sofia |
| 2      | Helen      | Helen      | Veronica   | Nelli       | Anna-Sofia | Nelli      | Minna      | Minna      | Anna-Sofia | Anna-Sofia | Helen      |
| 3      | Anna-Sofia | Eevi       | Elsi       | Eevi        | Elsi       | Eevi       | Anna-Sofia | Eevi       | Helen      | Minna      |            |
| 4      | Hilda      | Minna      | Sahra      | Veronica    | Minna      | Minna      | Helen      | Anna-Sofia | Eevi       |            |            |
| 5      | Minna      | Sahra      | Anna-Sofia | Anna-Sofia  | Mari       | Helen      | Eevi       | Elsi       |            |            |            |
| 6      | Elsi       | Janni      | Minna      | Elsi        | Helen      | Elsi       | Nelli      |            |            |            |            |
| 7      | Nelli      | Anna-Sofia | Helen      | Mari        | Nelli      | Mari       |            |            |            |            |            |
| 8      | Eevi       | Nelli      | Nelli      | Minna       | Veronica   |            |            |            |            |            |            |
| 9      | Mari       | Elsi       | Eevi       | Janni Sahra |            |            |            |            |            |            |            |
| 10     | Roosa      | Veronica   | Janni      | Janni Sahra |            |            |            |            |            |            |            |
| 11     | Veronica   | Roosa      | Roosa      |             |            |            |            |            |            |            |            |
| 12     | Janni      | Hilda      |            |             |            |            |            |            |            |            |            |

     Thí sinh bị loại
     Thí sinh chiến thắng cuộc thi
- Tập 1 là tập casting.
- Trong tập 4, một chuyến đi đến Luân Đôn đã được lên kế hoạch và cả Janni & Sahra đều bị loại tại sân bay.
- Tập 10 là tập ghi lại khoảnh khắc từ đầu cuộc thi.

### Buổi chụp hình
- Tập 1: Ảnh chân dung vẻ đẹp tự nhiên (casting)
- Tập 2: Ảnh toàn thân khi bị loại
- Tập 3: Tạo dáng với ô và người mẫu nam cho Pepsodent
- Tập 4: Video âm nhạc: Watch Out! - Lovex
- Tập 5: Ảnh quảng cáo trang phục mùa thu cho Vero Moda
- Tập 6: Trang sức Kalevala trên thuyền cướp biển
- Tập 7: Ảnh chân dung bộc lộ 2 cảm xúc cho LensWay
- Tập 8: Áo tắm Novita ở bãi biển; Ảnh chân dung vẻ đẹp với nón len Novita
- Tập 9: Kinh đô thời trang của thế giới cho Tjäreborg
- Tập 11: Ảnh trắng đen thể hiện cảm xúc cho Trendi
- Tập 12: Ảnh quảng cáo cho Max Factor